# Lorenzo De Mari
Lorenzo De Mari (ur. 1685 w Genui, zm. 16 kwietnia 1772 tamże) – genueński polityk. 
Od 1 marca 1744 do 1 marca 1746 roku był dożą Republiki Genui.